# La Chapelle-Saint-Rémy
La Chapelle-Saint-Rémy település Franciaországban, Sarthe megyében. Lakosainak száma 998 fő (2022. január 1.). La Chapelle-Saint-Rémy Prévelles, Tuffé Val de la Chéronne, Beillé, Connerré, Lombron és Saint-Célerin községekkel határos.

## Népesség
A település népességének változása:
| Lakosok száma | 931  | 960  | 990  | 976  | 989  | 990  | 993  | 995  | 998  |
|               | 2013 | 2015 | 2016 | 2017 | 2018 | 2019 | 2020 | 2021 | 2022 |